# Lee Evans (ator)
Lee John Martin Evans, nome completo de Lee Evans (Avonmouth, 25 de fevereiro de 1964), é um ator, músico, escritor e comediante inglês.
Evans tornou-se um dos comediantes de stand-up mais populares da Grã-Bretanha, com sua turnê "Roadrunner" arrecadando £ 12,9 milhões. Ele também é um ator estabelecido, tendo aparecido em vários filmes de Hollywood, como The Fifth Element (1997), MouseHunt (1997),  There's Something About Mary, (1998), The Ladies Man (2000) e The Medallion (2003). Ele emprestou sua voz para "Zippo, o Troodonte" na minissérie Dinotopia (2002), que indicada ao Emmy.  Evans também fez um notável trabalho ao fugir das comédias no filme irlandês Freeze Frame (2004). Sua estreia no cinema foi na comédia de Jerry Lewis, Funny Bones (1995), ganhando o prêmio do Festival de Cinema de Paris de Melhor Ator.